# 존 레식
존 레식(John Resig, 1984년 5월 8일 ~ )은 칸 아카데미(Khan Academy) 소속의 응용 프로그램 개발자이다.
그는 과거 Mozilla Corporation에서 자바스크립트 툴 개발자로 근무 했으며, 자바스크립트 라이브러리인 jQuery의 창시자이며 프로젝트의 수석 개발자이기도 하다.
jQuery 라이브러리의 목표는 웹 브라우저 마다 다르게 작성해야 되는 크로스 브라우저 자바스크립트 코드를, jQuery 라이브러리를 사용하여 최대한 쉽게 작성할 수 있도록 해 주는 것이다.
jQuery 라이브러리는 크로스 브라우저 자바스크립트 코드 작성에 많은 긍정적인 영향을 주게 되고, 그 공로를 인정받아 2010년 4월 10일, 로체스터공과대학교는 로체스터공과대학교 기술혁신 명예의 전당 보관됨 2017-10-31 - 웨이백 머신에 존 레식의 이름을 올리게 된다
.
그는 "Pro JavaScript Techniques" 책(Apress 출판사)의 저자이며 현재 2011년 출간 예정인, Manning 출판사의 "Secrets of the JavaScript Ninja" 책을 집필 했다.
존 레식은 다음의 프로젝트를 포함한, 다양한 자바스크립트 라이브러리 프로젝트에 기여를 하고 있다.
- Processing.js[7], Processing language를 사용한, 자바스크립트 Visualization 라이브러리.[8]
- EnvJS[9], Rhino에서 구동이 가능한, 자바스크립트로 만들어진 브라우저 환경.[10]
- Test Swarm[11], 분산형 자바스크립트 통합 테스트 자동화 툴.[12]
- Sizzle.js[13], 자바스크립트 CSS selector engine.[14]
- FUEL[15], Firefox extension 개발 키트.[16]

그는 구글, 야후와 같은 기업들의 초청연사로 자주 발표를 하며, SXSW, Webstock, MIX, Tech4Africa.과 같은 웹 기술과 관련된 각종 컨퍼런스에서 자주 발표활동을 한다.
또한 그는 유명한 블로그인 ejohn.org의 운영자이며, 댓글형 토론 사이트인 Reddit에서 활동중이다.